# 더스틴 호프만의 세일즈맨의 죽음
더스틴 호프만의 세일즈맨의 죽음(Death Of A Salesman)은 독일(구 서독)에서 제작된 폴커 슐렌도르프 감독의 1985년 텔레비전 드라마 영화이다. 더스틴 호프만 등이 주연으로 출연하였고 로버트 F. 콜스베리 등이 제작에 참여하였다.

## 출연

### 주연
- 더스틴 호프만
- 케이트 레이드
- 존 말코비치
- 스티븐 랭
- 찰스 더닝

### 조연
- 루이스 조리치
- 데이빗 S. 챈들러
- 존 폴리토
- 톰 시그노렐리
- 린다 코즐로스키
- 마이클 퀸란

## 제작진
- 원작자: 아서 밀러
- 협력프로듀서: 마이클 노직
- 협력프로듀서: 넬리 누기엘
- 미술: 토니 월톤
- 의상: 러스 모리